# チチブコウモリ
チチブコウモリ（Barbastella leucomelas）は、コウモリ目（翼手目）・ヒナコウモリ科・チチブコウモリ属に分類されるコウモリの一種。

## 分布
イスラエルからコーカサス、インド北部、中国西部、日本に分布する。コーカサスから中国と日本に分布する個体群を亜種 B. l. darielingensis とする場合もある。
日本国内では、北海道、岩手県、福島県、埼玉県、東京都、神奈川県、愛知県、岐阜県、静岡県、愛媛県、高知県で確認されている。

## 特徴
前腕長39-44mm、頭胴長50-63mm、尾長43-54mm、体重8-12g。耳介も幅広く、基部で左右が結合する。
樹洞を昼間の隠れる場所に利用する。洞窟で見つかることもある。
和名は、日本では1883年に秩父で最初に発見されたことに由来する。